# Eden Brent
Eden Brent – amerykańska wokalistka i pianistka. Jej muzyka stanowi połączenie boogie-woogie oraz bluesa, jazzu, muzyki gospel, soul i pop. Jej śpiew porównywany jest do Bessie Smith, Memphis Minnie i Arethy Franklin.
Wychowywała się w okolicach Greenville w stanie Missisipi. Tam też doskonaliła swój śpiew i grę na fortepianie pod okiem nieżyjącego już pioniera bluesa Boogaloo Amesa, który nadał jej pseudonim „Little Boogaloo”.
W marcu 2009 roku została laureatką dwóch nagród Blues Music Awards w kategoriach Akustyczny Album Roku i Akustyczny Artysta Roku.
10 października 2009 roku wystąpiła w Polsce na festiwalu Rawa Blues.

## Dyskografia
- 2003 Something Cool (Little Boogaloo Records)
- 2008 Mississippi Number One (Yellow Dog Records)
- 2010 Ain't Got No Troubles (Yellow Dog Records)